# Leptomeria drupacea
Leptomeria drupacea är en tvåhjärtbladig växtart som först beskrevs av Jacques-Julien Houtou de La Billardière, och fick sitt nu gällande namn av George Claridge Druce. Leptomeria drupacea ingår i släktet Leptomeria och familjen Amphorogynaceae. Inga underarter finns listade i Catalogue of Life.